# Underhållsgrupp Gotland
Underhållsgrupp Gotland (Uhgrp G), var ett lednings- och underhållsförband inom svenska Försvarsmakten som verkade åren 1994–2001. Förbandsledningen var förlagd i Visby garnison i Visby.

## Historik
Underhållsgrupp Gotland bestod av flera olika förband som betjänat Gotland under 1900-talet. Underhållsgrupp Gotland (Uhgrp G) bildades den 1 juli 1994, det efter att Materielenheten, Tekniskaenheten, Fortifikationsenheten, Ekonomienhet och Verkstadsenheten avskildes från Gotlands militärkommando (MKG).
År 1966 organiserades underhållstjänsten inom försvaret i intendenturförvaltningar, tygförvaltningar och verkstadsförvaltningar. På Gotland bildades Gotlands militärkommandos intendenturförvaltning (IF G), Gotlands militärkommandos tygförvaltning (TF G) och Gotlands militärkommandos verkstadsförvaltning (VF G). Dessa bildades av Arméns intendenturförråd i Tingstäde (AIT), Gotlands tygstation (GT), Arméns centralmagasin i Tingstäde (ACT) samt Tyg- och intendenturavdelningarna vid Gotlands regemente (P 18) och Gotlands artilleriregemente (A 7). År 1976 sammanfördes intendenturförvaltningarna och tygförvaltningarna inom försvaret och bildade en materielförvaltning, dock undantogs omorganisationen på Gotland. Det då underhållstjänsten från den 1 juli 1982 skulle underställas Gotlands militärkommando. Med den nya organisationen underställdes chefen Gotlands militärkommando i alla avseenden militärbefälhavaren för Östra militärområdet (Milo Ö).
År 1990 inleddes ett försök i Övre Norrlands militärområde med att samla underhållstjänsten inom ett underhållsregemente. Med den reducering av militärområden som följdes åren 1991–1993, kom även underhållstjänsten på Gotland att omorganiseras. Den 1 juli 1994 avskildes underhållstjänsten från Gotlands militärkommando, och samlades inom Underhållsgrupp Gotland (Uhgrp G). 
De tre underhållsregementena samt underhållsgruppen upplöstes och avvecklades den 31 december 2001, och dess ansvar överfördes den 1 januari 2002 till det då nybildade Försvarsmaktens logistik (FMLOG).

### Historiska förband
Underhållsgrupp Gotland bestod av flera olika förband som verkat inom Gotlands militärkommando fram till 1982, då samtliga militära förband på Gotland uppgick i Gotlands militärkommando (MKG).

#### Intendenturförvaltningar
Den 1 oktober 1966 organiserades Intendenturförvaltningar inom respektive militärområde. Dess uppgifter var bland annat förrådshållning av intendenturförnödenheter (till exempel kläder, mat, sjukvårdsutrustning) inom militärområdet. År 1976 sammanslogs Intendenturförvaltningarna med tygförvaltningarna i respektive militärområde (dock ej inom Gotlands militärkommando) och bildade materielförvaltningar.
| Beteckning | Namn                                             | Garnison       | Aktiv     | Kommentar          |
| ---------- | ------------------------------------------------ | -------------- | --------- | ------------------ |
| IF G       | Gotlands militärkommandos intendenturförvaltning | Visby garnison | 1966–1982 | Uppgick 1982 i MKG |

#### Tygförvaltningar
Den 1 oktober 1966 organiserades Tygförvaltningar inom respektive militärområde. Dess uppgifter var bland annat förrådshållning av tygförnödenheter (till exempel vapen och ammunition) inom militärområdet. 1976 slogs Tygförvaltningar samman med Intendenturförvaltningar i respektive militärområde (dock ej inom Gotlands militärkommando) och bildade materielförvaltningar.
| Beteckning | Namn                                     | Garnison       | Aktiv     | Kommentar          |
| ---------- | ---------------------------------------- | -------------- | --------- | ------------------ |
| TF G       | Gotlands militärkommandos tygförvaltning | Visby garnison | 1966–1982 | Uppgick 1976 i MKG |

#### Verkstadsförvaltningar
Den 1 oktober 1966 organiserades Verkstadsförvaltningar inom respektive militärområde. Dess uppgifter övertog man ifrån regementena och bestod i service och reparationer av tygmateriel inom militärområdet. Verkstadsförvaltningar var under åren 1966‑1976 benämnda som Tygverkstadsförvaltningen.
| Beteckning | Namn                                           | Garnison       | Aktiv     | Kommentar          |
| ---------- | ---------------------------------------------- | -------------- | --------- | ------------------ |
| VF G       | Gotlands militärkommandos verkstadsförvaltning | Visby garnison | 1966–1982 | Uppgick 1982 i MKG |

#### Underhållsgrupper
| Beteckning | Namn                    | Garnison       | Aktiv     | Kommentar            |
| ---------- | ----------------------- | -------------- | --------- | -------------------- |
| Uhgrp G    | Underhållsgrupp Gotland | Visby garnison | 1994–2001 | Uppgick 2001 i FMLOG |

## Verksamhet
Underhållsgrupp Gotland var kaderorganiserat krigsförband underställt militärbefälhavaren (MB M) för Mellersta militärområdet (Milo M). Underhållsgruppen tillhörde Försvarsmaktens förbandstyp "Operativa lednings- och underhållsförband".
Underhållstjänsten inom försvarsmakten utgjordes tidigare till största delen av Norra underhållsregementet (Uhreg N), Mellersta underhållsregementet (Uhreg M) och Södra underhållsregementet (Uhreg S) samt av Underhållsgrupp Gotland (Uhgrp G). Underhållsgrupp Gotland lämnade stöd till armé-, marin- och flygstridkrafter avseende teknisk tjänst, samt utförde kontroll avseende teknisk säkerhet beträffande ammunition och drivmedel vid förband inom Gotlands militärkommando (MKG).

## Förläggningar och övningsplatser
År 1979 beslutade regeringen att en ny stabs- och förvaltningsbyggnad skulle uppföras i Visby för militärkommandostaben. Stabsbyggnaden uppfördes vid Langs väg i norra delen av Gotlands regementes ursprungliga kasernområde. Den 1 juli 1982 samlades all ledning på Gotland under Gotlands militärkommando. Och den 11 november 1982 flyttade staben in i byggnaden.
Efter att underhållstjänsten avskildes från kommandostaben, kom Underhållsgrupp Gotland kvarstå i byggnaden. Utöver staben på Langs väg, hade Underhållsgrupp Gotland verksamhet i Fårösund, Tingstäde och Visby. Underhållsgruppen ansvarade även för samtliga mobiliseringsförråd på Gotland.
Efter att Gotlands militärkommando och senare Underhållsgrupp Gotland upplöstes och avvecklades, kom stabsbyggnaden att bland annat att övertas av staben för Gotlands militärdistrikt. Efter att Gotlands militärdistriktet upplöstes och avvecklades övertogs stabsbyggnaden av Länsstyrelsen i Gotlands län.

## Förbandschefer
Förbandschefen titulerades underhållsgruppchef och hade tjänstegraden överstelöjtnant.
- 1994-07-01 – 1996-09-30: Övlt G Nygren[5]
- 1996-10-01 – 1999-09-30: Övlt B Berntsson[5]
- 1999-10-01 – 2001-??-??: Övlt Staffan Thurgren[5]
- 2001-??-?? – 2001-12-31: Övlt Per Hultnäs [c]

## Namn, beteckning och förläggningsort
| Underhållsgrupp Gotland | 1994-07-01 | – | 2001-12-31 |
| Avvecklingsorganisation | 2002-01-01 | – | 2002-09-30 |

| Uhgrp G | 1994-07-01 | – | 2001-12-31 |

| Visby garnison (F) | 1994-07-01 | – | 2002-09-30 |